# 咲丘るい
咲丘 るい（さきおか るい、1990年2月16日 - ）は、日本のグラビアアイドル。

## 経歴
2013年、初のイメージDVD『咲きほこる、恋』が発売される。同年、2枚目のDVD『従順トラップ』が発売される。
2014年、テレビ番組『プールdeブログ』に出演する。同年、3枚目のDVD『絶対支配』が発売される。
その他、神奈川県相模原市橋本のローカルヒーローまなび戦隊オシエルンジャーのオシエピンクとしても活動した。

## 作品

### DVD
- 咲きほこる、恋（2013年6月21日、イーネット・フロンティア）
- 従順トラップ（2013年10月24日、ギルド）
- 絶対支配（2014年5月22日、ギルド）

## 出演

### テレビ番組
- プールdeブログ（2014年4月16日、4月21日、7月29日、テレビ朝日）[10][11]
- 私生活むきだしバラエティ「キリウリ$アイドル」（2014年7月2日、TOKYO MX）[12]